# Йоахим фон Бредов
Йоахим (Ахим) фон Бредов (на немски: Joachim (Achim) von Bredow;* 5 февруари 1539; † 31 октомври 1594 в Рейнсберг) е благородник от род Бредов (днес в Бризеланг) в Бранденбург, съветник в Курфюрство Бранденбург.
Той е син на Йобст фон Бредов (1510 – 1539) и съпругата му Анна фон Хан (1519 – 1589). Внук е на
Ахим фон Бредов († сл. 1541) и Анна фон Грабов. Сестра му Анна фон Бредов е омъжена на 20 юли 1568 г. в Кьолн за Франц Либориус фон Шпар († сл. 1568).
През 1566 г. семейство фон Бредов построява новия воден дворец Рейнсберг в ренесансов стил на мястото на дотогавашния дворец.
Йоахим фон Бредов умира на 55 години на 31 октомври 1594 г. в Рейнсберг и е погребан там на 5 декември 1594 г.

## Фамилия
Йоахим фон Бредов се жени 1568 г. за Анна фон Арним (* 14 декември 1546, Цихов; † 30 септември 1594, Рейнсберг, погребана на 22 октомври 1594 в Рейнсберг), дъщеря на Ханс VII фон Арним (1503 – 1553), хауптман на Линдов и Цехлин, и Маргарета фон Бредов († 1574), дъщеря на Бернд фон Бредов († 1528/1529) и Маргарета фон Бланкенбург (* пр. 1490). Те имат децата:
- Катарина фон Бредов (* ок. 1569), омъжена за Хасе фон Рибен (1542 – 1595)
- Сабина фон Бредов († 1632), омъжена за Вернер Шенк фон Флехтинген († 1597)
- Анна Мария фон Бредов (* 6 февруари 1573; † 27 декември 1614), омъжена на	6 юли 1595 г. в 	Изеншнибе/Гарделеген за Волф Фридрих фон Алвенслебен (* 28 юни 1559, Изеншнибе/Гарделеген; † 14 септември 1623, Изеншнибе)
- Ханс фон Бредов (* 1576; † 9 януари 1623), господар на Фелефанц, женен I. 1601 г. за Маргарета Ганс цу Путлитц (* 10 октомври 1584; † 6 октомври 1606, Фелефанц), II. 1611 г. за Армгард фон Арним († сл. 1657), дъщеря на Липолд IV фон Арним († 1607) и Аделхайд фон Бредов († сл. 1619); има общо две дъщери